# Casineria kiddi
Casineria kiddi — викопний вид ранніх рептиліоморфних тварин, що існував у ранньому карбоні (340—334 млн років тому). Викопні рештки тварини знайдені у місцевості Cheese Bay місця поблизу Единбурга (Шотландія). Коли вид було описано в 1999 році, його було ідентифіковали як перехідну форму, відзначену сумішшю базальних (подібних до земноводних) і прогресивних (подібних до рептилій) характеристик. Однак у єдиній відомої скам'янілості відсутні такі ключові елементи, як череп, що ускладнює точний аналіз.